# Generalkongregation der Gesellschaft Jesu
Die Generalkongregation der Gesellschaft Jesu ist das Gremium an der Spitze der Organisationsstruktur der Jesuiten. Dabei handelt es sich um eine Versammlung, die sich aus allen Provinzoberen des Ordens und zwei Delegierten aus jeder Ordensprovinz zusammensetzt, die aus den bekennenden Ordensleuten ausgewählt werden.
Die Versammlung tritt nach dem Tod des Generaloberen der Gesellschaft Jesu zusammen, um seinen Nachfolger zu wählen, und kann in außerordentlichen Fällen auch vom Papst, dem amtierenden Generaloberen oder der Kongregation der Prokuratoren, einer alle drei Jahre von den Ordensprovinzen gewählten Kommission, einberufen werden.
Der Generalobere, der auch durch Beschluss der Versammlung abgesetzt werden kann, ist an deren Anordnungen gebunden.
Bei der ersten Generalkongregation im Jahr 1558 wurde Diego Laínez zum Generaloberen gewählt.
Bei der 33. Generalkongregation im Jahr 1983 wurde der Niederländer Peter Hans Kolvenbach zum Generaloberen gewählt.
Bei der 36. Generalkongregation im Jahr 2016 in Rom wurde nach dem Rücktritt von Adolfo Nicolás der Venezolaner Arturo Sosa zum Generaloberen gewählt. In Anlehnung an die Enzyklika Laudato si’ von Papst Franziskus wurde damals betont, dass Armut, soziale Ausgrenzung und Marginalisierung mit Umweltzerstörung verbunden sind.

## Liste der Generalkongregationen
- 1. Generalkongregation (19. Juni 1558 – 20. September 1558);
- 2. Generalkongregation (21. Juni 1565 – 3. September 1565);
- 3. Generalkongregation (12. April 1573 – 16. Juni 1573);
- 4. Generalkongregation (7. Februar 1581 – 22. April 1581);
- 5. Generalkongregation (3. November 1593 – 18. Januar 1594);
- 6. Generalkongregation (21. Februar 1608 – 29. März 1608);
- 7. Generalkongregation (5. November 1615 – 26. Januar 1616);
- 8. Generalkongregation (21. November 1645 – 14. April 1646);
- 9. Generalkongregation (13. Dezember 1649 – 23. Februar 1650);
- 10. Generalkongregation (7. Januar 1652 – 20. März 1652);
- 11. Generalkongregation (9. Mai 1661 – 27. Juli 1661);
- 12. Generalkongregation (22. Juni 1682 – 6. September 1682);
- 13. Generalkongregation (22. Juni 1687 – 7. September 1687);
- 14. Generalkongregation (19. November 1696 – 16. Januar 1697);
- 15. Generalkongregation (20. Januar 1706 – 3. April 1706);
- 16. Generalkongregation (19. November 1730 – 13. Februar 1731);
- 17. Generalkongregation (22. Juni 1751 – 5. September 1751);
- 18. Generalkongregation (18. November 1755 – 28. Januar 1756);
- 19. Generalkongregation (9. Mai 1758 – 18. Juni 1758);
- 20. Generalkongregation (9. Oktober 1820 – 10. Dezember 1820);
- 21. Generalkongregation (30. Juni 1829 – 17. August 1829);
- 22. Generalkongregation (22. Juni 1853 – 31. August 1853);
- 23. Generalkongregation (16. September 1883 – 23. Oktober 1883);
- 24. Generalkongregation (24. September 1892 – 5. Dezember 1892);
- 25. Generalkongregation (1. September 1906 – 18. Oktober 1906);
- 26. Generalkongregation (2. Februar 1915 – 18. März 1915);
- 27. Generalkongregation (8. September 1923 – 21. Dezember 1923);
- 28. Generalkongregation (12. März 1938 – 9. Mai 1938);
- 29. Generalkongregation (6. September 1946 – 23. Oktober 1946);
- 30. Generalkongregation (6. September 1957 – 11. November 1957);
- 31. Generalkongregation (7. Mai 1965 – 15. Juli 1965; 8. September 1966 – 17. November 1966);
- 32. Generalkongregation (2. Dezember 1974 – 7. März 1975);
- 33. Generalkongregation (2. September 1983 – 25. Oktober 1983);
- 34. Generalkongregation (5. Januar 1995 – 22. März 1995);
- 35. Generalkongregation (7. Januar 2008 – 6. März 2008);
- 36. Generalkongregation (2. Oktober 2016 – 12. November 2016).